# Internationale Rheinland-Pfalz-Rundfahrt 1982
Die Internationale Rheinland-Pfalz-Rundfahrt 1982 war ein Radsport-Etappenrennen über zehn Etappen durch das Bundesland Rheinland-Pfalz. Die Rheinland-Pfalz-Rundfahrt fand vom 13. bis 23. Juli statt. Es war die 17. Austragung der Rheinland-Pfalz-Rundfahrt.

## Teilnehmer
Am Start waren 86 Radrennfahrer aus elf Ländern. Die Teams bestanden aus je sechs Fahrern.

## Strecke
Die Rundfahrt führte über insgesamt 1.445,5 Kilometer mit Start und Ziel in Bitburg quer durch das Bundesland Rheinland-Pfalz.

## Rennverlauf

### 1. Etappe
Aus einer Gruppe von drei Fahrern gewann Peter Hilse das Finale vor Jurco und Wechselberger. Das Trio hatte mehr als zwei Minuten Vorsprung.

### 2. Etappe
Vier Fahrer konnten sich mit mehr als einer Minute vom Hauptfeld absetzen. Sieger wurde Akhow vor Heiny.

### 3. Etappe
Wedernikow führte eine Gruppe von sechs Fahrern ins Ziel, zu denen auch Thomas Barth und Werner Stauff gehörten. Wedernikow schob sich damit in der Gesamtwertung vor, Spitzenreiter blieb aber Hilse.

### 4. Etappe
Igor Bokow gewann den Endspurt hauchdünn gegen Lutz Lötzsch aus einem großen feld heraus. Wechselberger übernahm das Führungstrikot.

### 5. Etappe
Joachim Schlaphoff gewann aus einer kleinen Gruppe, die mit einem geringen Vorsprung vor dem Feld ankam.

### 6. Etappe
Mit Anatoli Jarkin gab es den bereits vierten Etappensieg der sowjetischen Fahrer. Er schlug Andreas Petermann knapp.

### 7. Etappe
Kilian Blum gestaltete eine Alleinfahrt über 70 Kilometer erfolgreich und konnte sich mit einer Sekunde Vorsprung denkbar knapp ins Ziel retten.

### 8. Etappe, Abschnitt A
Zenon Jaskula vor Alipi Kostadinov lautete der Zieleinlauf der beiden Fahrer, die sich vom Feld absetzen konnten.

### 8. Etappe, Abschnitt B, Einzelzeitfahren
Wechselberger legte mit einem starken Zeitfahren den Grundstein für seinen Rundfahrtsieg. Er siegte deutlich mit einer Minute Vorsprung vor dem Zweitplatzierten.

### 9. Etappe
Sechs Fahrer bestimmten das Renngeschehen und machten das Finale unter sich aus. Akhow gewann seine zweite Etappe knapp vor Michal Klasa.

### 10. Etappe
Die letzte Etappe brachte keine Veränderung im Klassement mehr. Den letzten Sprint gewann Milan Jurčo aus dem großen Hauptfeld heraus.

## Etappenübersicht
Gestartet wurde mit einem Prolog über 46,5 Kilometer, den Lech Piasecki gewann.
| Etappe | Start – Ziel                   | Länge (km) | Sieger               | Mannschaft  | Zeit (h) |
| ------ | ------------------------------ | ---------- | -------------------- | ----------- | -------- |
| 1      | Bitburg – Zweibrücken          | 174        | Peter Hilse          | BDR         | 4:44:56  |
| 2      | Zweibrücken – Kaiserslautern   | 153        | Alexej Akhow         | Sowjetunion | 3:39:39  |
| 3      | Kaiserslautern – Landau        | 145        | Andrej Wedernikow    | Sowjetunion | 3:36:49  |
| 4      | Landau – Mainz                 | 159        | Igor Bokow           | Sowjetunion | 3:53:37  |
| 5      | Mainz – Lahnstein              | 118        | Joachim Schlaphoff   | BDR         | 4:25:28  |
| 6      | Lahnstein – Bad Marienberg     | 118        | Anatoli Jarkin       | Sowjetunion | 3:08:34  |
| 7      | Lahnstein – Linz               | 132        | Kilian Blum          | Schweiz     | 3:09:16  |
| 8 a    | Linz – Remagen                 | 99         | Zenon Jaskula        | Polen       | 2:15:54  |
| 8 b    | Bad Neuenahr, Einzelzeitfahren | 28         | Helmut Wechselberger | Österreich  | 35:53    |
| 9      | Bad Neuenahr – Kirn            | 186        | Alexej Akhow         | Sowjetunion | 4:45:00  |
| 10     | Kirn – Bitburg                 | 115        | Milan Jurco          | Sowjetunion | 4:02:46  |

## Endergebnis
|     | Fahrer               | Mannschaft  | Zeit (h)       |
| 01. | Helmut Wechselberger | Österreich  | 38:32:58 h     |
| 02. | Andrej Wedernikow    | Sowjetunion | + 2:24 Minuten |
| 03. | Andreas Petermann    | DDR I       | + 3:25 Minuten |
| 04. | Dieter Ringel        | BDR         | + 3:33 Minuten |
| 05. | Teun van Vliet       | Niederlande | + 3:40 Minuten |
| 06. | Herman Winkel        | Niederlande | + 4:25 Minuten |
| 07. | Peter Muckenhuber    | Österreich  | + 5:13 Minuten |
| 08. | Thomas Barth         | DDR         | 5:18 Minuten   |
| 09. | Urs Zimmermann       | Schweiz     | 6:11 Minuten   |
| 10. | Riho Suun            | Sowjetunion | 6:17 Minuten   |
| 0 … |                      |             |                |